# 代碼大全
《代碼大全》（Code Complete），亦译作《軟體建構之道》或《軟體開發實務指南》，是一本由麦克康奈尔（Steve McConnell）所寫而由微軟所發行關於軟體開發的書。其主張開發者應跳過“先做再修正”（code and fix） 和“始於大設計”（Big Design Up Front）的瀑布模型。
它同時也是軟體建構技術的概要，從變數命名到決定何時去寫出副程序。
這本書贏得了 1993 年的 Jolt Awards 。
麦克康奈尔定義建構中的主要活動有：
- 詳細的軟體設計
- 建構計劃
- 撰碼和除錯
- 單元測試
- 軟體整合
- 整合測試

儘管他並沒有否定其它軟體開發的觀點，如需求和文件， 麦克康奈尔強調軟體建構的原因為：
- 建構為軟體開發中的一大部分
- 建構為軟體開發中的核心活動
- 當聚焦於建構，可以大幅增進個別程式設計師的生產力
- 建構後的産品，即原始碼，通常是此軟體唯一正確的描述
- 建構為唯一保證有完成的活動

本書分成四個部份
- 前兩個部份在訴說：透過技術如何提昇程式碼品質
- 後兩個部份在訴說：透過管理如何提昇程式碼品質

## 版本
- ISBN 978-1556154843 第一版 (1993年)
- ISBN 978-0735619678 第二版 (2004年六月)
- ISBN 7-121-02298-2 簡體中文版《代碼大全》
- ISBN 9789866800115 繁體中文版《軟體建構之道》
- ISBN 9789864341313 繁體中文版《軟體開發實務指南》

## 外部連結
- 代碼大全第二版網站
- Steve McConnell 的網站（页面存档备份，存于）
- 檢視代碼大全